# Guy Holdaway
Guy Holdaway (Charles Guy Holdaway; * 28. Februar 1886 in Belgravia; † 1973 in Newcastle, Australien) war ein britischer Hindernisläufer.
Bei den Olympischen Spielen 1908 in London wurde er Vierter über 3200 m Hindernis.